# Khentkaous Ire
Pour les articles homonymes, voir Khentkaous.
Khentkaous Ire est une femme de la famille royale qui vivait dans l'Égypte antique au tournant des IVe et Ve dynasties. Il y a une forte incertitude sur les liens qui l'unissent avec les rois de ces deux dynasties. Elle est en effet qualifiée de « Mère de deux rois de Haute et Basse-Égypte » ou « Mère du roi de Haute et Basse-Égypte et roi de Haute et Basse-Égypte », mais rien n'est sûr de qui est ou sont les rois en question ; il s'agit probablement du roi Ouserkaf, premier roi de la Ve dynastie.
Son tombeau à Gizeh — la tombe LG-100 — est situé tout près du complexe pyramidal de Mykérinos. Ce lien étroit peut indiquer un lien de parenté, mais ce lien n'est pas clair. Toujours est-il que cette proximité du complexe pyramidal de Khentkaous Ire avec celui du roi Mykérinos a conduit à la conjecture qu'elle était peut-être sa fille, même si le titre de « Fille de Roi » n'a jamais été retrouvé la concernant.

## Généalogie
Son complexe funéraire confirme le statut royal de Khentkaous Ire. Elle semble avoir servi comme régente et a peut-être pris le titre de roi. Certains de ses titres sont ambigus et apparemment ouverts à l'interprétation. 
Qu'elle était la fille de Mykérinos est largement spéculé et rien ne permet d'affirmer qu'elle ait vraiment été sa fille : le titre de « Fille de Roi » n'a jamais été retrouvé la concernant.
Il en va de même pour le potentiel lien entre le roi Chepseskaf et elle. En effet, il a été suggéré qu'elle aurait été une épouse de ce roi, mais il s'agit d'une hypothèse ne se basant que sur peu de choses : le titre d'« Épouse du Roi » n'a jamais été retrouvé la concernant.
Il est possible que l'un des rois en question, dans son titre de « Mère de deux rois de Haute et Basse-Égypte », soit Ouserkaf et que le second soit l'hypothétique Djédefptah.

### Hypothèses abandonnées
Elle est assimilée au personnage de Redjédef donnant l'investiture au trône en épousant le pharaon Ouserkaf (Ve dynastie), qui aurait été donc l'un des trois fils du Grand Prêtre de Rê, qu'une prédiction (voir papyrus Westcar) aurait destinés, tous les trois, à régner ; ce papyrus Westcar n'est pas un récit historique et ne peut en aucun cas être pris pour réalité historique.
Dans le même ordre d'idées, il a également été suggéré qu'elle soit l'épouse d'Ouserkaf et la mère de Sahourê et Néferirkarê. Or les découvertes faites à Saqqarah et à Abousir tendraient à montrer que le roi Néferirkarê est le fils du roi Sahourê, lui-même fils du roi Ouserkaf et de la reine Néferhétepès.
Khentkaous Ire a été longuement assimilée à la reine Khentkaous II qui se fit édifier un complexe pyramidal à Abousir jusqu'à ce que des recherches récentes écartent définitivement cette hypothèse, plaçant ainsi cette dernière au cœur de la Ve dynastie.

## Sépulture
Khentkaous Ire a été enterrée à Gizeh. Sa tombe est connue sous les noms de LG 100 et G 8400 et se trouve le long du flanc nord de la chaussée du temple funéraire de Mykérinos. Le complexe pyramidal de Khentkaous Ire comprend sa pyramide, une fosse à bateaux, un temple de la vallée et une ville associée au tombeau.

### Le complexe pyramidal de KhentkaousIre
Le complexe pyramidal de Khentkaous Ire se compose de la pyramide, d'une chapelle, d'un bateau solaire, de la ville pyramidale, d'un réservoir d'eau et de greniers. La pyramide a été décrite à l'origine au XIXe siècle comme une pyramide inachevée et on avait supposé qu'elle appartenait au roi Chepseskaf. La pyramide a été fouillée par Selim Hassan à partir de 1932. Le tombeau a reçu le numéro LG-100 de Lepsius.
La chapelle se composait d'une salle principale et d'une chapelle intérieure. Un passage taillé dans le sol de la chapelle intérieure mène à la chambre funéraire. Le sol de la chapelle était recouvert de calcaire de Tourah. Les murs étaient recouverts de relief, mais les scènes sont très endommagées. Des fragments de relief ont été trouvés dans les débris lors des fouilles de la tombe par Selim Hassan. Le passage vers la chambre funéraire et la chambre elle-même étaient recouverts de granit rouge. Le passage est long de 5,6 m et descend sous la structure principale de la pyramide. La chambre funéraire est grande et ressemble beaucoup à la chambre funéraire du roi Chepseskaf à Saqqarah .
La chambre funéraire abritait peut-être un sarcophage d'albâtre : de nombreux morceaux ont été trouvés dans le sable et les débris qui remplissaient la chambre. La chambre contenait également un petit scarabée en calcaire brun. Son artisanat laisse supposer qu'il date de la XIIe dynastie. Cela laisse croire que sa tombe a été réutilisée pour d'autres personnes plus tard. 
Son bateau solaire est situé au sud-ouest de la pyramide. Une fosse d'environ 30,25 m de long et 4,25 m de profondeur a été creusée dans la roche. La proue et la poupe du bateau ont été relevées et le bateau semble avoir eu un toit. Il peut représenter le bateau de nuit du dieu du soleil Rê. Si c'est le cas, il se peut qu'il y ait un bateau de jour, mais qu'on ne l'ait pas encore trouvé.
Immédiatement à l'est de la pyramide se trouve une ville associée au complexe funéraire. La ville s'étend le long de plusieurs rues qui la divisent en groupes de maisons. Ces maisons avaient leurs propres magasins et greniers. La ville a été construite en briques de boue non cuites et les surfaces étaient recouvertes d'un enduit jaune. La ville était probablement la demeure des prêtres et des serviteurs du complexe pyramidal. La ville a été construite vers la fin de la IVe ou le début de la Ve dynastie et semble avoir fonctionné jusqu'à la VIe dynastie.
Une chaussée relie le tombeau au temple de la vallée de Khentkaous Ire. Le temple se trouve près du temple de la vallée de Mykérinos, ce qui suggère une relation entre Khentkaous Ire et Mykérinos. Devant le temple, une petite structure appelée tente de lavage a été découverte. Cette structure était l'endroit où son corps aurait été placé pour être purifié avant d'être embaumé. Les débris qui remplissaient cette chambre contenaient de nombreux fragments de vases en pierre, de tessons de poterie et d'instruments en silex. Au niveau du sol se trouve l'ouverture d'un drain de calcaire qui descend sous le sol sur une distance de 7,20 m et se vide dans un grand bassin rectangulaire. Le drain est recouvert de sections arquées du même matériau, le tout formant un tuyau de pierre presque circulaire. Bien qu'il ne s'agisse pas du plus ancien canal d'eau souterrain connu dans l'architecture funéraire égyptienne, selon Hassan, c'est le plus ancien de ce type et de cette construction particulière.

## Titulature
Sa titulature, « mw.t nsw-bi.tj nsw-bi.tj », donne lieu à deux interprétations : « Mère de deux rois de Haute et Basse-Égypte » ou « Mère du roi de Haute et Basse-Égypte et roi de Haute et Basse-Égypte », cette dernière laissant supposer qu'elle régna elle-même à la fin de la IVe dynastie.